# کرما (استونی)
کرما (به لاتین: Kerema) یک منطقهٔ مسکونی در استونی است که در دهستان پوهالپا واقع شده‌است. کرما ۵٫۵۶ کیلومتر مربع مساحت و ۱۹ نفر جمعیت دارد.